# Opiumvernietiging te Humen

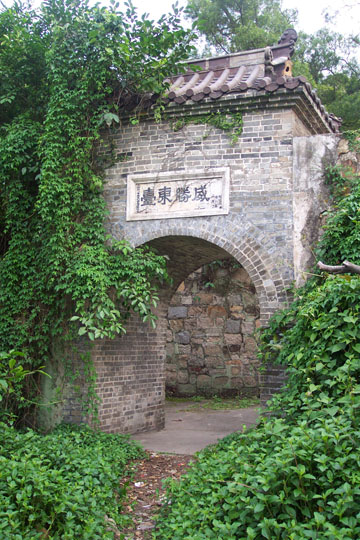
De noordelijke poort van Humen

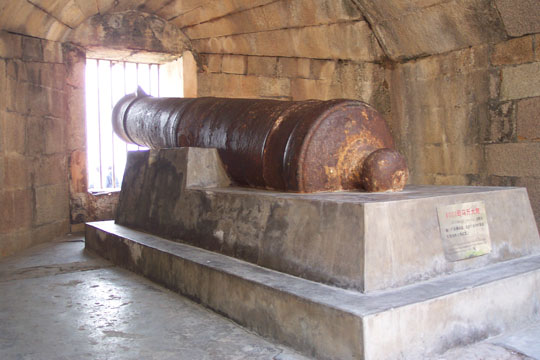
Kanon in een fort in Humen

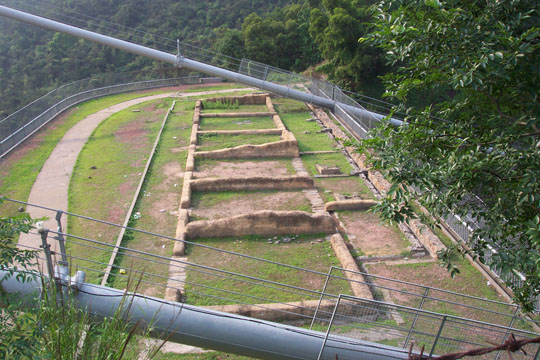
Overblijfselen van een oud-Qing legerkamp

De opiumvernietiging te Humen (uitgesproken als Ggoe-Mun) vond plaats van 3 tot 25 juni 1839 in Humen, een district in Dongguan. Lin Zexu was de aanstichter van deze actie, die aanleiding gaf tot de Eerste Opiumoorlog. 
In 23 dagen werden 19.187 dozen en 2119 zakken opium vernietigd, met een geschatte waarde van 2.376.254 pond. Lin Zexi liet lange geulen graven en liet hierin de opium opgaan in een mengsel van water, zout en kalk. Aan het einde van dit proces werden de dijken doorbroken en vloeide het mengsel in zee.
Later riep de Chinese Republiek 26 juni uit tot internationale dag tegen verslavende middelen. De herdenkingsdag wordt ook door de Verenigde Naties erkend en gesteund.

## Opium
Aanvankelijk deden de Britten opium cadeau in de onderhandelingen met China, maar de verslavende werking ervan dwong de Chinezen om zijde, porselein en andere waren te ruilen voor opium. De Britten gebruikten de drug als hefboom om de gesloten Chinese markt open te breken. Lin Zexu zag met lede ogen aan hoe steeds meer Chinezen verslaafd raakten en greep in door dat aan de keizer te melden. De keizer benoemde hem tot ambtenaar van opiumverdelging en liet hem al het verzamelde opium vernietigen.